# Метті Кеш
Метті Кеш (нар. 7 серпня 1997, Бакінгемшир, Англія) — польський футболіст англійського походження, правий захисник англійської «Астон Віли» та збірної Польщі.

## Ігрова кар'єра

### Клубна
Метті Кеш починав займатися футболом в академії клубу «Вікем Вондерерз». У 2012 році футбольний клуб через фінансові негаразди розпустив свою молодіжну команду. 
У 2016 році футболіст приєднався до клубу «Ноттінгем Форест», з яким підписав трирічний контракт. І вже наступного дня зіграв першу гру у новій команді. До 2019 року Кеш грав на позиції півзахисника, та з початком сезону 2019/20 почав активно награватися тренерами команди на позиції флангового захисника. У серпні 2020 року Кеш був визнаний кращим гравцем клубу в сезоні.
У вересні 2020 року Метті перейшов до клубу «Астон Вілла», з яким уклав п'ятирічну угоду. 21 вересня Кеш зіграв першу гру у складі „вілланів“.

### Збірна
По лінії своєї матері Метті Кеш є поляком. У вересні 2021 року він подав заяву на отримання паспорту громадянина Польщі і вже у листопаді отримав запрошення до національної збірної Польщі. Першу гру у складі «біло-червоних» Кеш провів 12 листопада 2021 року проти команди Андорри.

## Досягнення
- Гравець сезону у «Ноттінгем Форест»: 2019/20[3]